# Barro

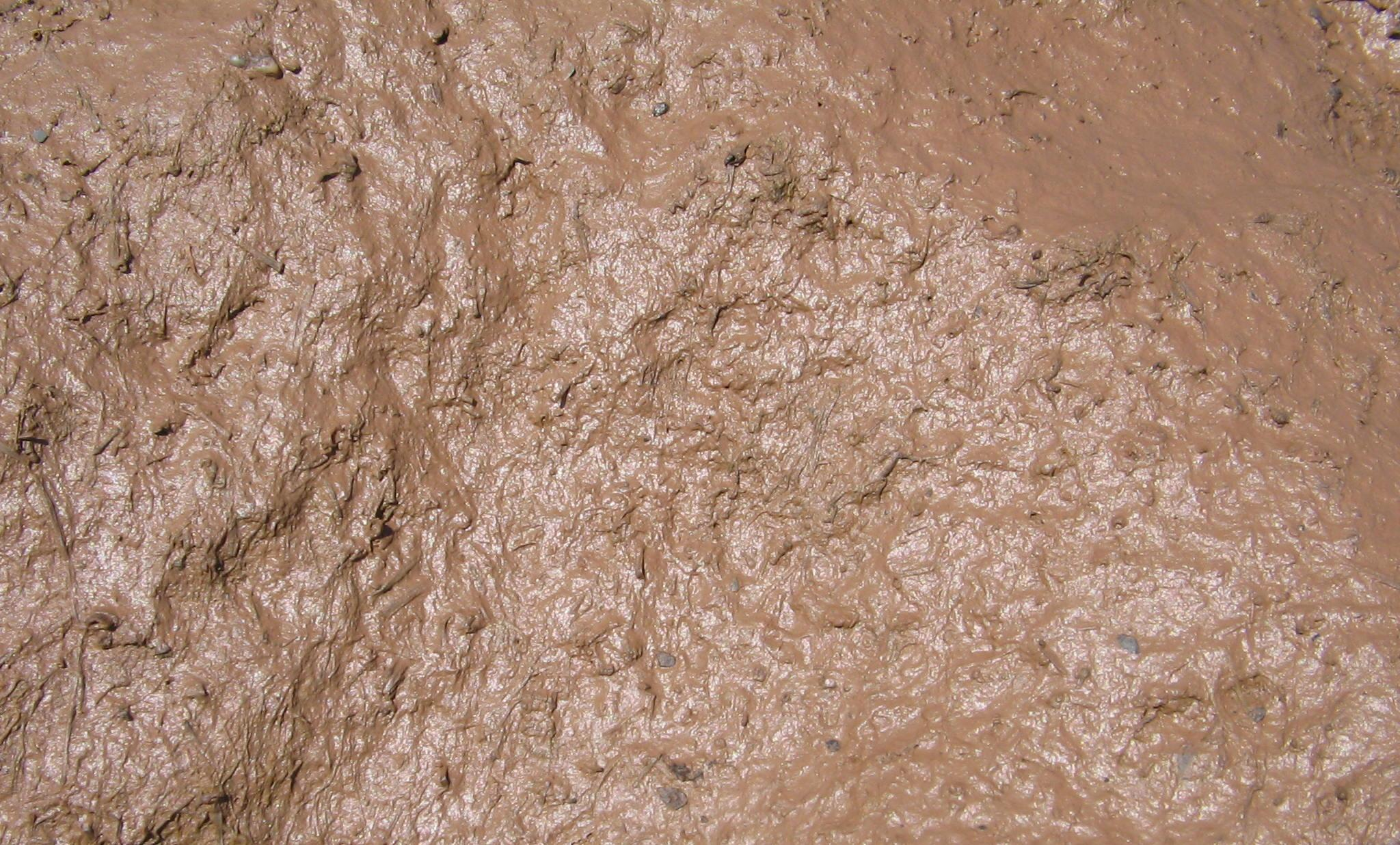
Barro.

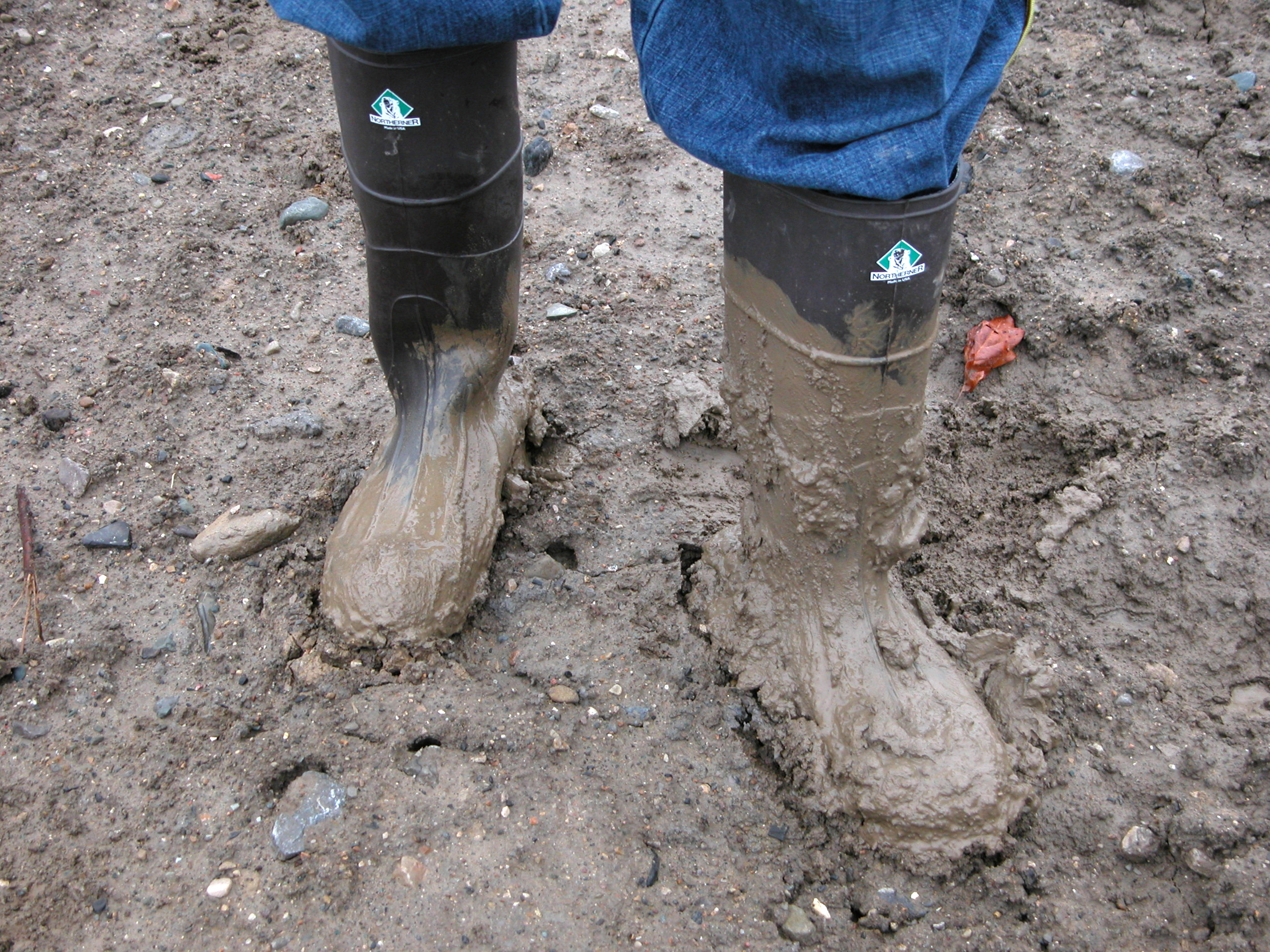
Persona con botas atravesando una zona con barro.

El barro, lodo, cieno o limo (estos dos últimos se aplica al lodo de ríos y lugares húmedos) es una mezcla semilíquida de agua y arena compuesta por sedimentos, partículas de polvo y arcilla. Los depósitos de barro se endurecen con el paso del tiempo hasta convertirse en lutita.

## Uso más específico del término

### Definición técnica
En general, un lodo se forma a partir de una suspensión, es decir, de partículas predominantemente microscópicas de una sustancia sólida, que se distribuyen finamente en un líquido, aquí principalmente agua, en suspensión. Si tal mezcla permanece inmóvil por algún tiempo, la materia suspendida se asentará en el fondo si tiene una densidad más alta que el líquido circundante. El sedimento de grano muy fino resultante se llama lodo. Aquí, las partículas sólidas ya no están suspendidas, sino densamente empaquetadas y solo separadas unas de otras por una fina película de líquido. Un ejemplo de esto son los lodos de depuradora, que se deposita en el decantador de una planta de tratamiento de aguas residuales.

### Definiciones geocientíficas
Fango arcilloso coloreado de marrón rojizo por compuestos de hierro. El agua en la que se asentó ya no está.

#### Sedimentología
En sedimentología, la definición es más estrecha. Allí, el lodo es un sedimento de grano muy fino que se forma a partir de materia orgánica y mineral natural a través de la sedimentación natural en cuerpos de agua estancados, pero no necesariamente permanentes. Las partículas de lodo inorgánico consisten en diferentes minerales y tienen diferentes orígenes. Los lodos terrígenos incluyen los lodos arcillosos, ya que tienen su origen en la meteorización y erosión de rocas en tierra firme y son arrastrados a lagos y al mar por arroyos y ríos o, mediada por inundaciones, en llanuras aluviales .acumular. Las partículas de una suspensión de arcilla típicamente consisten en minerales arcillosos. Por otro lado, están los lodos, cuyas partículas proceden directamente de la masa de agua en cuyo fondo se depositan. Estos a menudo consisten en restos de microorganismos que viven en el cuerpo de agua. Muchos de estos microorganismos son capaces de formar esqueletos a partir de sustancias minerales. Dependiendo de la sustancia predominante, los lodos de cal (compuestos principalmente de carbonato de calcio, CaCO3) pueden separarse de los lodos silíceos (compuestos principalmente de dióxido de silicio, SiO2) diferenciar. El lodo a menudo también recibe el nombre directo de los microorganismos cuyos esqueletos se componen principalmente, en el caso de un lodo silíceo por ejemplo como lodo radiolarial o en el caso de un lodo de cal por ejemplo como baba de globigerina.
Si, con el tiempo, muchas capas de lodo se depositan una encima de otra, las capas más bajas se ven sometidas a una presión cada vez mayor. Como resultado, se deshidratan y endurecen, a veces con la ayuda de procesos químicos. Así es como se forma una roca sedimentaria quebradiza y de grano fino a partir de un lodo blando. El proceso geológico de solidificar un lodo en una roca cae bajo el término genérico diagénesis. Dependiendo del material de partida, se forma lutita, piedra caliza de grano fino (micrita) o pizarra silícea.

### Varios
El «limo» es un lodo arcilloso con una proporción elevada de aditivos orgánicos, que se presenta en marismas, entre otros lugares. Si un lodo rico en materia orgánica se deposita en agua pobre en oxígeno o libre de oxígeno, p. sulfuro de hidrógeno. Se habla entonces de un lodo digerido (sapropel). Una mezcla de vapor de agua sobrecalentado y material volcánico de grano fino «burbujea» en una olla de barro. La ceniza volcánica depositada en las laderas de las montañas, suavizada por lluvia intensa, puede fluir hacia el valle en forma de deslizamiento de tierra (lahar).

## Sinónimos
Son numerosos los vocablos empleados para referirse al «barro», teniendo la mayoría diferentes matices. El vocablo lodo puede aplicarse como sinónimo total de barro, si bien suele emplearse para especificar grandes formaciones de material sedimentado, de manera que en episodios como el desastre de Aznalcóllar se hablaría -por sus dimensiones- de lodazal y no de barrizal.
También aporta ciertos matices el término cieno, que hace referencia al barro denso que se puede encontrar en el fondo de ríos y lagos, así como en el subsuelo, donde la tierra se mezcla con las aguas de infiltración.
El barro glutinoso que se forma cuando el agua permanece detenida sobre una superficie de tierra recibe el nombre de «fango». Este suele ser de consistencia más líquida que el lodo y se encontraría tanto en las orillas de ríos y lagos como en las zonas de tierra sobre las que llueve. Así, el vocablo «fango» es utilizado prácticamente siempre como sinónimo total de barro.
En Venezuela al lodo se le suele dar por extensión los nombres pantano o charco, de un modo especial al fango.[cita requerida]

## Usos
Los usos son muy variados, desde la construcción donde se usa para darle terminación de calidad, fabricación de envases para almacenar agua, artesanías como jarrones de barro, elementos decorativos y esculturas, etc.

### Barro en la construcción

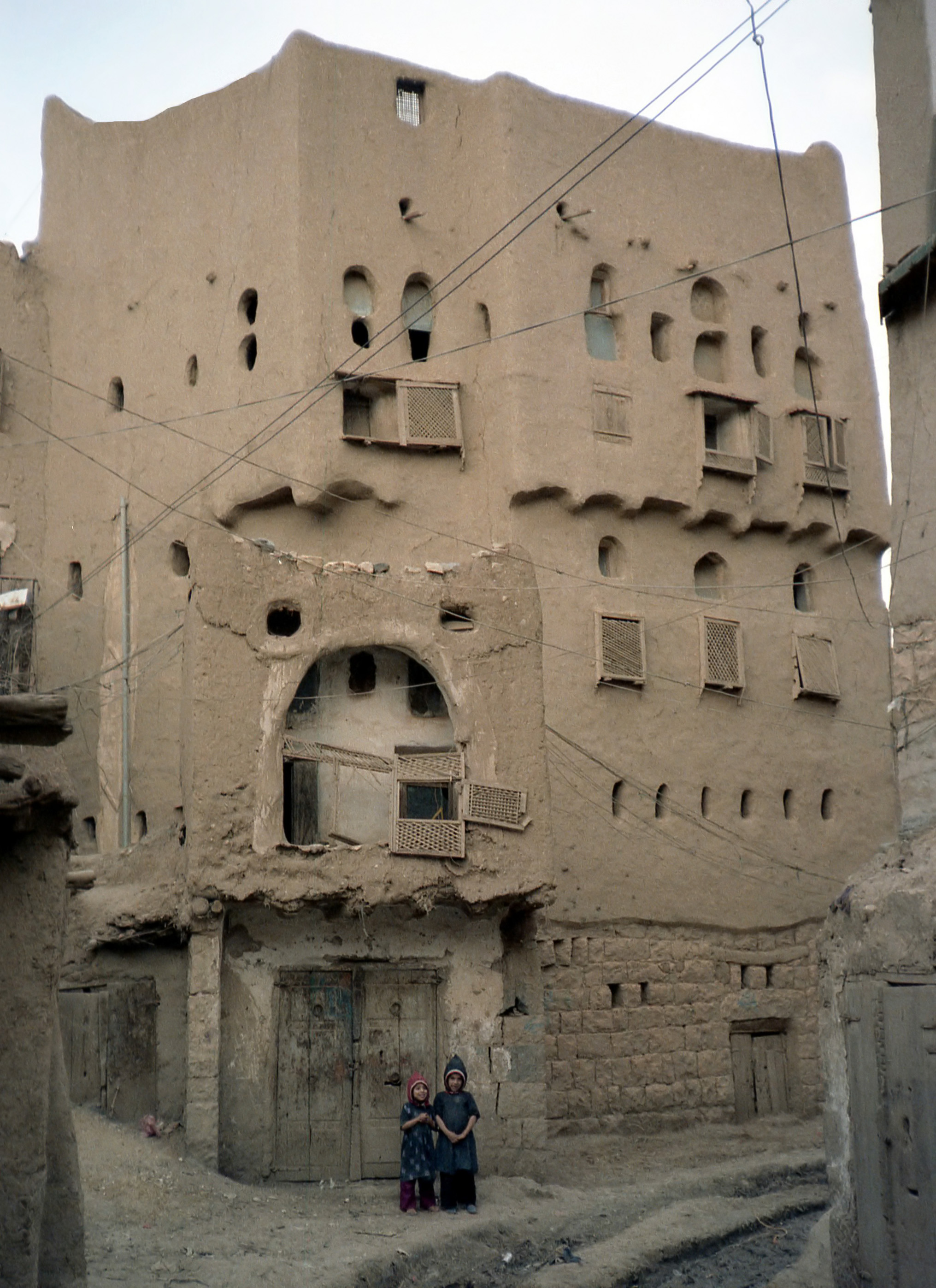
Casa de barro en 'Amran, Yemen.

El barro es uno de los primeros materiales usados por el hombre para construir refugios. El barro apilado a mano (cob), en forma de ladrillos (adobe), o compactado (tapial) es una forma muy barata y poco tecnificada de crear paredes y muros, por lo que ha sido ampliamente utilizado por las civilizaciones antiguas así como por las culturas ubicadas en entornos desérticos, donde escasea la piedra y la madera.

### Otros usos
Creación de utensilios de uso cotidiano.

### Barro en artesanías
El barro también puede ser usado como material para realizar artesanías u otras piezas decorativas; por ejemplo jarrones de barro, platos hondos, tazas y vajillas.

## Alfarería
La alfarería se hace formando un cuerpo de arcilla en objetos de una forma requerida y cocerlos a altas temperaturas en un horno que elimina toda el agua de la arcilla, lo que induce reacciones que conducen a cambios permanentes, incluyendo el aumento de su resistencia y el endurecimiento y fijación de su forma. Un cuerpo de arcilla puede ser decorado antes o después de la cocción. Antes de algunos procesos de modelado, la arcilla debe ser preparada. El amasado ayuda a garantizar un contenido de humedad uniforme en todo el cuerpo. Es necesario eliminar el aire atrapado en el cuerpo de la arcilla. Esto se denomina desairear y puede realizarse mediante una máquina llamada galletera o manualmente mediante batido o golpeteo. El acuñado también puede ayudar a producir un contenido de humedad uniforme. Una vez que el cuerpo de arcilla ha sido amasado y desaireado o acuñado, se le da forma mediante diversas técnicas. Después de darle forma, se seca y se cuece.
En la cerámica, la elaboración del barro líquido (llamado deslizamiento) es una etapa del proceso de refinamiento de los materiales, ya que las partículas más grandes se depositan del líquido.

## Zoología
Algunos animales, como los elefantes, utilizan el barro como protector contra parásitos, insectos y la radiación solar. Además, los barrizales suelen constituir importantes biotopos en diferentes ecosistemas.
La Melipona beecheii, especie americana de abeja sin aguijón que los mayas llamaban Xunán kab mezcla el barro  con la resina de los árboles y los propóleos para obtener un compuesto con el que recubre ciertas partes del panal para darle estructura y del que se obtiene la Cera de Campeche, un adhesivo natural que se usa como pegamento y también para proteger la madera. 

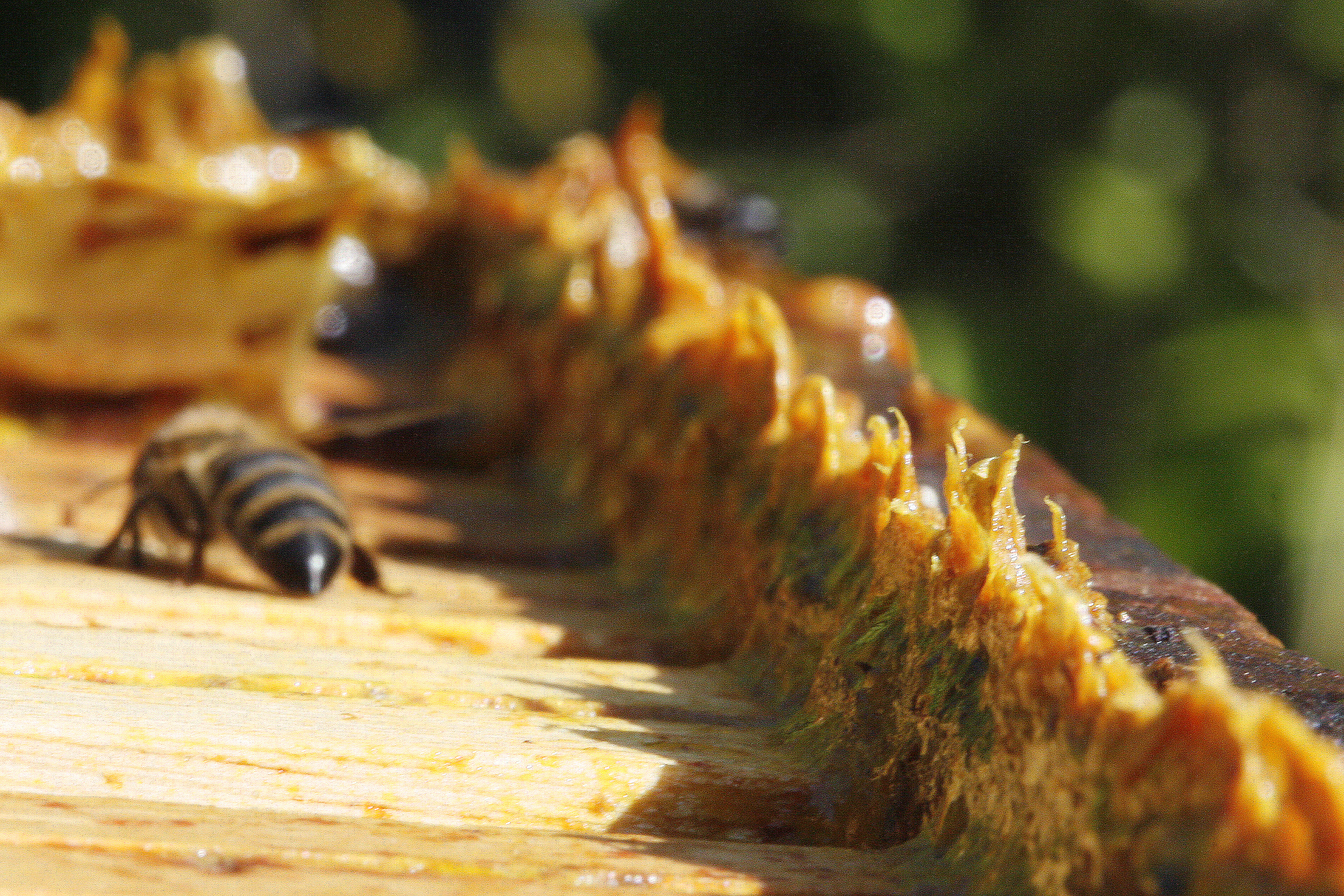
La Cera de Campeche es un adhesivo natural hecho por la abeja americana Melipona beecheii al mezclar barro, resinas y propóleos.

## Propiedades de los lodos
El lodo o fango aparece a primera vista como un material plástico, viscoso y pegajoso. 
La naturaleza pegajosa del barro puede evaluarse apretando una pequeña cantidad de tierra húmeda entre el pulgar y el índice y viendo si se pega a los dedos. Se dirá que el barro es «muy pegajoso», si se adhiere firmemente al pulgar y al índice y se estira cuando se extienden los dedos.
Se dirá que una cantidad de barro o tierra es plástica si puede formarse en un tronco (prueba del tronco) que no puede romperse fácilmente y, una vez roto, puede hacerse rodar entre las manos y volver a formarse varias veces.
La viscosidad de un lodo (en español: viscosidad del lodo) es la propiedad de un fluido cargado de lodo de resistirse al flujo, debido a la fricción interna y a los efectos combinados de la adhesión y la cohesión. La reología de los lodos es de interés para la ingeniería petrolera: los lodos de perforación tienen varias funciones técnicas esenciales en el éxito de una perforación; para medir la viscosidad de los lodos de perforación se utiliza el viscosímetro Marsh.
En la mecánica de rocas, en la mecánica de suelos, los suelos de grano fino (limo,y arcilla), los lodos aparecen en diferentes estados de consistencia - sólido, plástico y líquido - para los cuales los límites se definen, en términos de límites de Atterberg, en función del contenido de humedad. Los dos límites asociados a la plasticidad del suelo son el límite líquido (LL) y el límite plástico (PL). Estos se utilizan para calcular el índice de plasticidad (PI = LL - PL), que es una medida de la sensibilidad del suelo a los cambios en su contenido de humedad. Estos límites fueron desarrollados a principios del siglo XIX y desde entonces se han utilizado comúnmente en la práctica para determinar la clasificación de los suelos, para agrupar los suelos según su comportamiento y para proporcionar una indicación de sus propiedades potenciales de ingeniería. Hay mucho en juego para los que establecen trabajos de tierra, o construyen caminos, puentes, presas y edificios. Los suelos de grano fino, como las arcillas y los limos, muestran cambios significativos en su comportamiento y resistencia con el contenido de agua. Con contenidos de agua superiores al límite líquido (LL), los suelos no pueden soportar un esfuerzo de cizallamiento estático. En contenidos de agua por debajo de LL pero por encima de PL, los suelos se comportan como si fueran plásticos o un sólido de Bingham.
La licuefacción del suelo es la causa de la soliflucción y de la movimiento de la masa. (arcilla sensible) con consecuencias dramáticas (lahares, flujos de lodo, lavado por lluvia torrencial).

### Caminos de barro

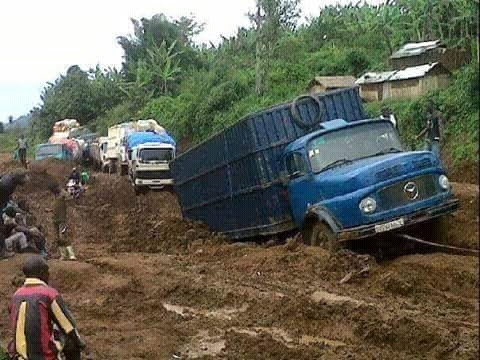
Carretera en Uganda.

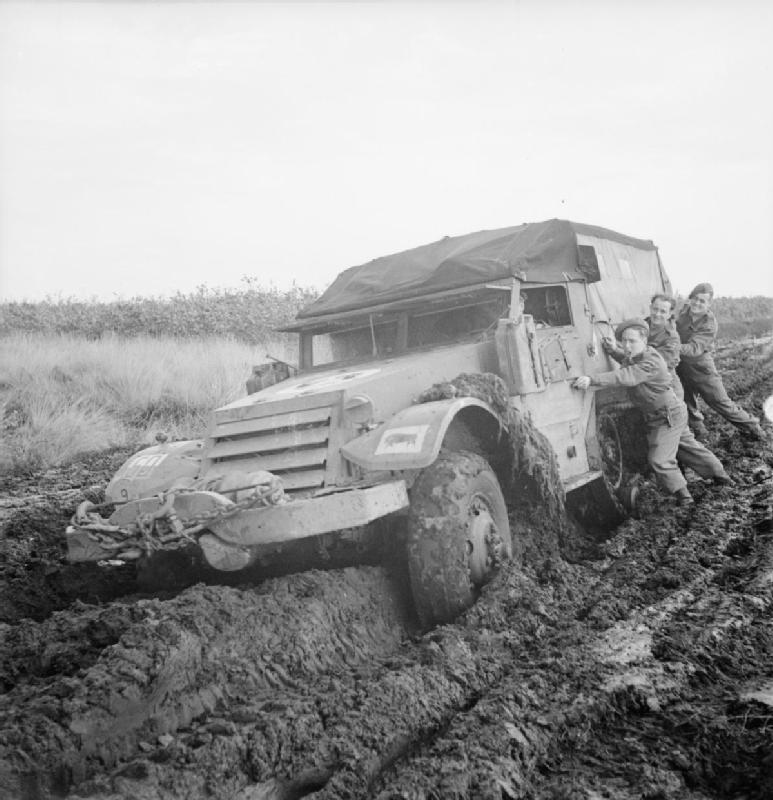
Este vehículo autopropulsado de la 11.ª División Acorazada del Ejército del Reino Unido, aunque supuestamente es un vehículo todo terreno, se muestra aquí gravemente empantanado en operaciones en Holanda en 1944.

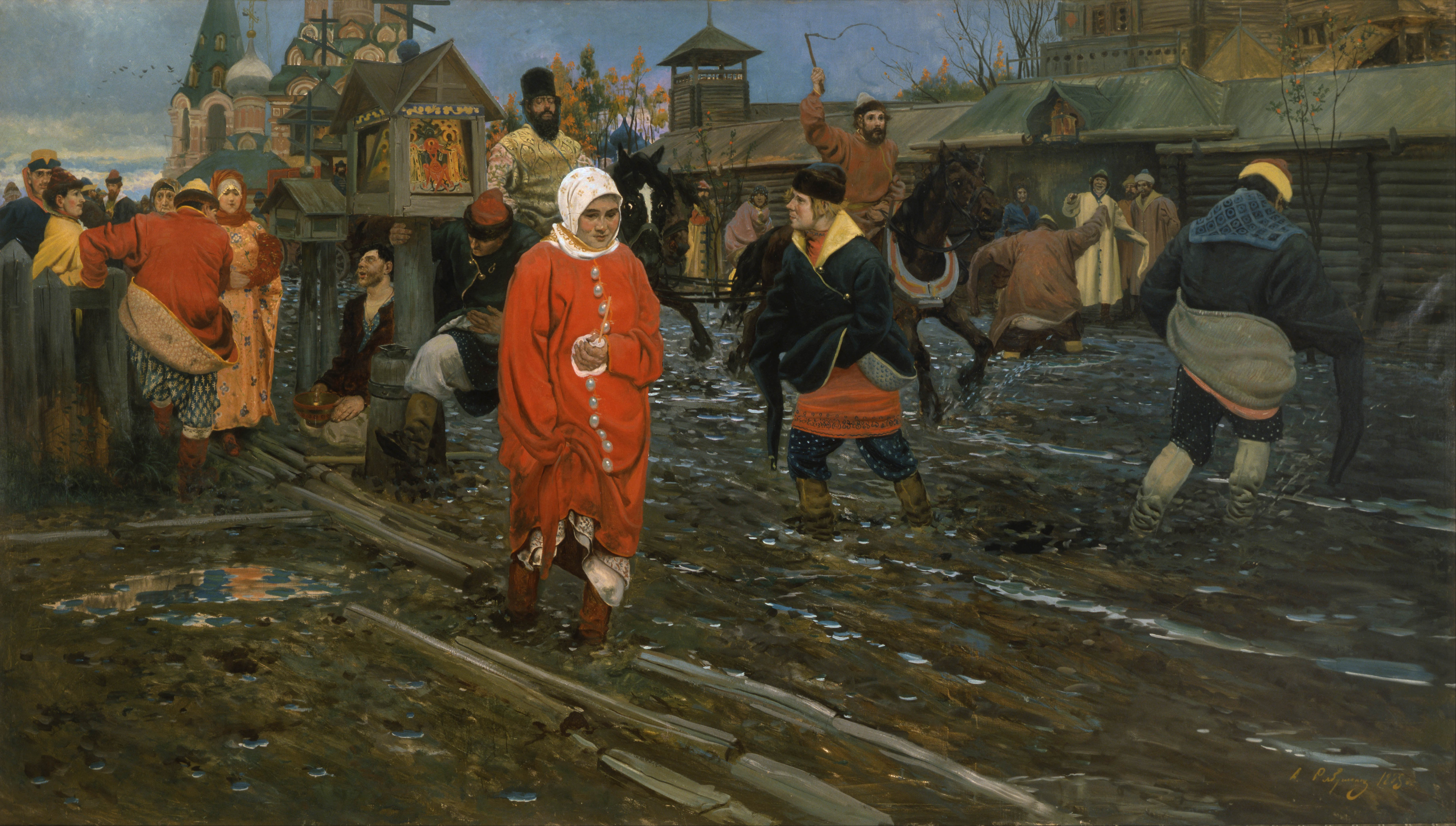
Andrei Riabushkin - Calle de Moscú en una fiesta del

Los suelos fangosos, especialmente los arcillosos, son conocidos por su baja soporte. La consistencia de un suelo describe el grado de cohesión de un suelo, y la resistencia de sus agregados a los procesos de deformación y rotura. Cuando el suelo está seco, se evalúa por su resistencia a la rotura; si el suelo está simplemente húmedo, por su resistencia al aplastamiento; si el suelo está mojado, por su viscosidad y plasticidad. La coherencia del suelo puede estimarse sobre el terreno mediante las pruebas sencillas descritas anteriormente, o puede medirse con mayor precisión en el laboratorio.
Los suelos arcillosos pueden ser un problema para el tráfico rodado cuando están sometidos a una alta humedad. Según la impermeabilidad y la porosidad del suelo, una parte del agua de lluvia y del agua de escorrentía se infiltra en él; el agua de la capa freática también puede ascender por capilaridad. A veces se alimenta bajo las carreteras mediante zanjas (infraestructuras) cuando no tienen salida. La acción de la subida capilar se ve reforzada por el fenómeno de la helada, el enfriamiento del suelo se produce primero en la superficie, luego, poco a poco, gana en profundidad; la parte congelada se comporta como un suelo seco que atrae el agua libre del suelo subyacente que aún no está congelado; los cristales de hielo se forman en las porosidades: los primeros cristales de hielo formados se alimentan y crecen indefinidamente hasta la descongelación, que hincha el suelo y destruye su estructura. La descongelación se produce en sentido contrario: las capas superficiales más ricas en lentes de hielo se descongelan primero y se sobresaturan de agua, y los finos del suelo pasan a estado líquido. Dependiendo de su contenido de agua, un suelo pasa de un estado sólido, a un estado plástico y luego a un estado líquido, de la manera descrita por Límites de Atterberg.
Antiguamente los carros y calèches, cargadas con 6 toneladas como máximo, daban lugar, debido a la venda metálica de las ruedas, a presiones unitarias muy elevadas, que producían considerables fuerzas de cizallamiento, dando lugar rápidamente a ruts. Las piezas de artillería pesada utilizadas en la guerra serían incapaces durante mucho tiempo de moverse fuera de los caminos principales, y las ciudades abaluartadas se convertirían en el centro de las campañas militares. Vauban recomienda emplear todas las diversidades de terreno para su fortificación, y especialmente en las marismas, aumentar el pantano. Más de un asedio ha tenido que ser pospuesto o una batalla imposibilitada debido a un terreno fangoso e intransitable (Passchendaele en 1917 es famosa por el barro que cubrió el campo de batalla). Las tensiones ejercidas por los neumáticos en los pavimentos modernos ya no son las mismas y el barro escenificado se ha convertido en un reto para los vehículos todo terreno en el  .
El fenómeno de las carreteras embarradas adquiere una importancia especial en Rusia, Ucrania y Bielorrusia durante la raspoutitsa (en ruso: распу́тица, estación de los malos caminos), periodo del año en el que, debido al deshielo de la nieve en primavera o a las lluvias de otoño, gran parte del terreno llano se transforma por la acción del agua en un mar de barro. Una carretera construida en estos suelos planos y arcillosos sometidos a una alta humedad está sujeta a la inestabilidad, pero puede llegar a ser estable con el tiempo a medida que la compactación y el hundimiento del suelo lo hacen más resistente al agua. Los intentos de reforzarla en profundidad pueden ser desastrosos, ya que el exceso de agua puede volver a la superficie, inundando la carretera y creando zonas de barro capaces de empantanar vehículos. La solución habitual es añadir capas de piedras trituradas sobre la capa de arcilla. Las partículas de piedra se interponen y distribuyen el peso de los vehículos en una zona más amplia.